# Eudes de Xampanya
|  | No confondre amb Eudes II de Troyes, comte de Troyes |

Eudes II de Meaux i Troyes dit també Eudes de Xampanya, mort després de 1115/1118, va ser comte de Troyes (com Eudes IV) i de Meaux vers 1048 a 1066, i després comte d'Aumale de 1069 a 1115. Era fill d'Esteve II, comte de Troyes i de Meaux, i d'Adela.
Era encara menor a la mort del seu pare i el seu oncle Teobald III, comte de Blois va assegurar la regència. El 1060, es va casar amb Adelaida I de Normandia, vídua d'Enguerrand II, comte de Ponthieu i senyor d'Aumale, i de Lambert II de Lens.
Adelaida era igualment germana de Guillem el Conqueridor i Eudes el va acompanyar el 1066 a la conquesta d'Anglaterra. Teobald III ho va aprofitar per apoderar-se dels seus comtats xampanyesos, però Eudes va rebre de Guillem, en compensació, el comtat d'Aumale a Normandia, i el comtat d'Holderness a Anglaterra. Implicat en un complot contra el rei Guillem II el Roig, va ser empresonat cap a 1096.
Va tenir d'Adelaida a:
- Esteve († vers 1127/1130), comte d'Aumale.